# 堺市立竹城台小学校
堺市立竹城台小学校（さかいしりつ たけしろだい しょうがっこう）は、大阪府堺市南区にある公立小学校。
泉北ニュータウン泉ヶ丘地区の竹城台に立地する。

## 沿革
竹城台の住宅開発・入居開始に伴い1969年に新設開校した。竹城台在住の児童は竹城台小学校開校前には堺市立宮山台小学校に通っていたが、開校により宮山台小学校から転入する形になった。
開校当初は校舎建設が間に合わなかったため堺市立宮山台中学校内に仮校舎を設置していたが、1969年7月に現在地に校舎が完成して移転している。
児童数の増加に伴い、1973年に堺市立竹城台東小学校が分離開校した。

### 年表
- 1969年4月1日 - 堺市立竹城台小学校として開校。校区は竹城台3丁・4丁。
- 1969年7月1日 - 校舎が完成し、現在地に移転。
- 1970年 - 堺市立上神谷小学校校区の豊田が調整学区となり、該当地域在住の低学年児童が就学。
- 1971年4月1日 - 竹城台1丁・2丁を校区に編入。
- 1973年4月1日 - 堺市立竹城台東小学校を分離。
- 1984年4月1日 - 養護学級を設置。
- 1995年 - 文部省より帰国子女教育研究協力校の指定を受ける。

## 通学区域
- 堺市南区 竹城台2丁-4丁と豊田。

卒業生は基本的に堺市立宮山台中学校に進学する。

## 交通
- 南海泉北線 泉ケ丘駅から徒歩。